# Emilia Lehmeyer
Emilia Lehmeyer (* 11. April 1997 in Berlin) ist eine deutsche Leichtathletin in der Disziplin Gehen.

## Sportliche Laufbahn
Lehmeyer startet sowohl im Bahngehen als auch im Straßengehen. In beiden Disziplinen konnte sie bereits nationale Erfolge erzielen.

### Bahngehen
Lehmeyer startete 2015 bei den in Jena stattfindenden Deutschen Jugend-Meisterschaften im 5000-Meter-Bahngehen. Dort wurde sie in einer Zeit von 24:10,93 min Deutsche Vizemeisterin der Altersklasse der weiblichen Jugend U20 hinter Annika Brembach. Bei den Deutschen Meisterschaften der Erwachsenen im gleichen Jahr belegte sie in 24:06,47 min den dritten Platz.
2016 nahm Lehmeyer an den Deutschen Jugend-Meisterschaften in Mönchengladbach teil. Sie belegte im 5000-Meter-Bahngehen in einer Zeit von 22:55,68 min den zweiten Platz in der Altersklasse der weiblichen Jugend U20 hinter Teresa Zurek.
Lehmeyer startete bis Ende des Jahres 2019 für den Verein Polizei SV Berlin. Seit 2020 startet sie für die LG Nord Berlin. Nach vielen verletzungsbedingten Rückschlägen konnte Lehmeyer 2021 im 10.000-Meter-Bahngehen mit einer Zeit von 48:49,90 min einen neuen Vereinsrekord für die LG Nord Berlin aufstellen.

### Straßengehen
Lehmeyer startete 2015 bei den in Naumburg (Saale) stattfindenden Deutschen Meisterschaften im 10-km-Gehen. In der Altersklasse der weiblichen Jugend U20 wurde sie Deutsche Jugend-Meisterin. Diesen Titel konnte sie im darauffolgenden Jahr erfolgreich verteidigen.
2017 wurde Lehmeyer bei den in Naumburg (Saale) stattfindenden Deutschen Meisterschaften im 20-km-Gehen erstmalig Deutsche Meisterin in der Altersklasse der Aktiven. Sie gewann die Meisterschaft vor Saskia Feige in einer Zeit von 1:36:20 h. Aufgrund dieser Leistung wurde Lehmeyer 2017 für die Leichtathletik-U23-Europameisterschaften in Bydgoszcz (Polen) nominiert. Dort belegte sie im 20-km-Gehen in neuer persönlicher Bestzeit von 1:34:23 h den sechsten Platz.
Lehmeyer konnte 2018 bei den in Naumburg (Saale) stattfindenden Deutschen Meisterschaften im 20-km-Gehen ihren Titel als Deutsche Meisterin erfolgreich verteidigen und belegte vor Saskia Feige und Teresa Zurek den ersten Platz. Alle drei Geherinnen erfüllten damit die Norm für die im gleichen Jahr stattfindenden Heim-Europameisterschaften in Berlin. Dort belegte Lehmeyer im 20-km-Gehen in einer Zeit von 1:32:36 h den 14. Platz und war damit die beste deutsche Athletin in dieser Disziplin.
2019 belegte Lehmeyer bei den in Naumburg (Saale) stattfindenden Deutschen Meisterschaften im 20-km-Gehen hinter Saskia Feige den zweiten Platz. Sie qualifizierte sich damit für die im gleichen Jahr stattfindenden U23-Europameisterschaften in Gävle (Schweden), musste ihren Start allerdings absagen.
Nach vielen verletzungsbedingten Rückschlägen wurde Lehmeyer 2022 für die Team-Weltmeisterschaft im Gehen in Oman nominiert. Bei diesem Wettkampf belegte Lehmeyer auf einer herausfordernden Strecke im 20-km-Gehen in einer Zeit von 1:43:18 h den 22. Platz. Bei den Deutschen Meisterschaften 2022 in Frankfurt am Main startete Lehmeyer erstmalig über die neue Distanz im 35-km-Gehen. Mit ihrer Zeit von 3:04:24 h wurde sie vor der Zweitplatzierten Katrin Schusters Deutsche Meisterin. Beiden Athletinnen gelang es, sich über das Ranking des Europäischen Leichtathletikverbandes (EAA) einen Startplatz für die Europameisterschaften 2022 zu sichern, da der Deutsche Leichtathletik-Verband (DLV) pro Disziplin bis zu drei Athletinnen nominieren durfte. Lehmeyer musste aufgrund eines Ermüdungsbruchs auf ihren Start bei den Europameisterschaften verzichten.
Bei den Deutschen Meisterschaften 2023 in Erfurt belegte Lehmeyer im 20-km-Straßengehen in einer Zeit von 1:39:25 h den zweiten Platz hinter Saskia Feige.

## Persönliche Bestzeiten
- 10 Kilometer Lauf: 36:10 min, 29. Juli 2017 in  Berlin
- 3000 Meter Bahngehen: 13:27,34 min, 8. Januar 2017 in  Berlin
- 5000 Meter Bahngehen: 22:47,20 min, 7. Mai 2017 in  Jüterbog
- 10.000 Meter Bahngehen: 46:54,21 min, 10. Juni 2018 in  Beeskow
- 10-km-Gehen: 48:13 min, 7. Mai 2016 in  Rom
- 20-km-Gehen: 1:32:36 h, 11. August 2018 in  Berlin
- 35-km-Gehen: 3:04:24 h, 30. April 2022 in  Frankfurt am Main